# J (lettre)
Pour les articles homonymes, voir J.
Cette page contient des caractères spéciaux ou non latins. S’ils s’affichent mal (▯, ?, etc.), consultez la page d’aide Unicode.
J (appelée ji, /ʒi/, en  français)  est la dixième lettre et la 7e consonne de l'alphabet latin.

## Origine
| a |

| a |

## Histoire
À l'origine c'est une forme ornée du i, utilisée pour la lettre I en chiffres romains à la fin des nombres quand elle suivait un autre I, comme dans XXIIJ au lieu de XXIII. Un usage distinct du J émergea en moyen haut allemand. Il est confondu avec cette lettre jusqu’au XVIe siècle.
C'est une invention médiévale, utilisée comme une sorte de « i cédille », dans les documents commerciaux, les contrats (qui à travers l’Europe se font en latin), etc., pour écrire un nombre et éviter la fraude : vij (7) remplace alors vii ; la graphie ne dénote alors aucun son particulier.
Elle est adoptée ensuite dans la tradition scolastique (et ecclésiastique) française pour écrire les mots latins qui donneront un mot français avec la prononciation J /ʒ/ et, par extension, tous les mots comportant un I antéposé devant une voyelle.
Antonio de Nebrija en 1517, par son ouvrage « Règles d'orthographe en langue castillane », puis Gian Giorgio Trissino en 1524, par ses « Épîtres sur lettres nouvellement ajoutées à la langue italienne » sont les premiers à avoir fait adopter l'usage des lettres J et U dans leurs pays respectifs. La lettre J a ainsi permis de différencier les sons J et I qui s'écrivaient tous les deux I dans l'alphabet latin.
En France, en 1545, dans son « Traité touchant le commun usage de d'écriture française », le grammairien Louis Meigret préconise de conserver l'utilisation de la lettre I, en l'allongeant un peu, pour représenter le son J : « Nous usons aussi de l'I consonne, et de la même figure que la voyelle: toutefois, qui voudrait rendre notre écriture parfaite, il la faudrait aucunement diversifier, et la tenir quelque peu plus longue ».  Il propose également, dans le même ouvrage, d'utiliser le I à la place du G quand il est utilisé avec le son J comme dans ange, linge, manger, mangeons.
En 1550, dans son « Traité de la grammaire française », Louis Meigret note la spécificité de la lettre I utilisée en tant que consonne qu'il mentionne comme I long pour le différencier de l'I bref : « Or quant à celles que fait l'I avec les autres voyelles, il faut noter que l'J long tant précédant que subséquent à une autre voyelle ne fait jamais diphtongue, exceptés les pluriels de quelques noms comme huy, puy, huis, puis, là où étant bref, il fait toujours diphtongue comme fier, fiancé, gieres, pierre, pié piu, venions, allions et tout autres prétérits imparfaits qui empruntent cette terminaison toute entière… ». Il précise également, dans ce même ouvrage, l'usage et la prononciation qu'il lui réserve, sans le dissocier totalement du I : « reste encore J consonne, à laquelle je donne la double proportion de celle qui est voyelle, et lui rends la puissance en mon écriture, que l'abus de la prononciation latine et grecque, et subséquemment de l'écriture française, lui ôte pour la lier au G avant E et i ».
Toutefois en 1557, dans son nouveau « Traité de la grammaire Française », l'imprimeur et lexicographe Robert Estienne confirme que l'alphabet en usage en France ne comprend toujours que 22 lettres, sans le J ni le V qui se confondent respectivement avec les voyelles I et U.
Il faudra finalement attendre la 4e édition du Dictionnaire de l’Académie française, en 1762, pour y voir apparaitre la consonne J séparée de la voyelle I.

## Prononciation
En français, J est une consonne fricative se prononçant [ʒ] , comme dans « joue » ou « jardin ». Elle se prononce parfois [d͡ʒ] dans des mots empruntés à l’anglais tels que « jet-ski » ou « jazz ».
Dans l’alphabet phonétique international, [j] représente une consonne spirante palatale voisée, c'est-à-dire le son mouillé du ill dans « Castille », du y dans « voyez » et du i dans « Batelier ».
Dans de nombreuses langues, J se prononce [j] : dans la plupart des langues germaniques (allemand, suédois, etc., à l’exception notable de l’anglais), dans les langues baltes (lituanien, letton), les langues slaves (tchèque, polonais, slovène…) et ouraliennes écrites en alphabet latin (finnois, estonien, hongrois), en italien, en albanais, en espéranto…
Elle se prononce [ʒ] (comme en français) entre autres en roumain, turc, catalan, azéri, breton et portugais.
J représente le son [d͡ʒ] notamment en anglais et en occitan, mais aussi en igbo, indonésien, pandunia, shona, turkmène et zoulou.
En malgache il représente le son [d͡z]  ainsi que dans certains parlers occitans.
En espagnol, J se prononce [x]. En hanyu pinyin (méthode de transcription du mandarin), elle est utilisée pour [t͡ɕ].

## Codage

### Informatique
| Lettre                   | J                        | J                        | j                         | j                         |
| ------------------------ | ------------------------ | ------------------------ | ------------------------- | ------------------------- |
| Nom Unicode              | Lettre capitale latine J | Lettre capitale latine J | Lettre minuscule latine J | Lettre minuscule latine J |
| Encodage                 | décimal                  | hexadécimal              | décimal                   | hexadécimal               |
| ASCII, ISO 8859, Unicode | 74                       | 4A                       | 106                       | 6A                        |
| EBCDIC                   | 209                      | D1                       | 145                       | 91                        |

### Radio
- Épellation alphabet radio
  - international : Juliet
  - allemand : Julius
- Alphabet morse dans lequel la lettre J vaut « ·--- »

### Autres
| Signalisation | Signalisation | Langue des signes | Langue des signes | Écriture Braille |
| Pavillon      | Sémaphore     | française         | québécoise        | Écriture Braille |
| ------------- | ------------- | ----------------- | ----------------- | ---------------- |
|               |               |                   |                   |                  |